# The Waeve
The Waeve — англійський гурт, створений у Лондоні у 2021 році авторами пісень і музикантами Гремом Коксоном (Graham Coxon) і Роуз Елінор Дугал (Rose Elinor Dougall).
Вони описують свою музику як «злиття музичної думки і таланту. Потужний еліксир кінематографічного британського фолк-року, пост-панку, органічного написання пісень і вільного джему».
У 2023 році гурт випустив свій дебютний альбом The Waeve.

## Історія
Грем Коксон і Роуз Елінор Дугалл вперше зустрілися в 2004 році під час концерту в барі Buffalo Bar, в Ізлінгтоні, на якому Коксон був відвідувачем, а Дугал виступала у закладі у складі гурту the Pipettes.
«Мені здається, після шоу я перекинулась з тобою кількома словами і крикнула тобі, щоб ти купив мені випивку», — сказала Дугал, звертаючись до Коксона.
«Я попросила огидно міцний напій. Я тоді випила багато бренді – не знаю, що на мене найшло».
Коксон продовжив: «Тож я замовив тобі чотири порції бренді та кока-колу, і сказав: «Насолоджуйся вечором», а потім утік».
Після повторної зустрічі на наступному шоу Queens Of Noize пара не зустрічалася знову.
Вони добре познайомилися в грудні 2020 року, коли обидва брали участь у благодійному шоу Live for Beirut 2.0 у кафе Jazz Cafe, у Лондоні, щоб зібрати кошти для жертв вибуху на складі в Бейруті на початку того ж року. Після шоу пара поговорила про «хитрий гамбургер і чіпси в гримерці», щоб обговорити ідею співпраці.
Після обміну електронними листами на Різдво на початку 2021 року вони зустрілися для написання тексту та швидко придумали ідеї пісень за кілька тижнів. «Є досить багато спільного в наших музичних смаках», — пояснила Дугал. Тоді Коксон пояснив, що вони поділяють «надзвичайно широкі та різноманітні смаки в музиці», але прагнули заповнити «прогалини у своїй музичній освіті».
Вони вирішили записати альбом і залучили Джеймса Форда (James Ford), щоб він допоміг конкретизувати виробництво.
Оскільки і Дугал, і Коксон за знаком зодіаку є рибами, а їхні складні почуття до Британії надихнули їх на численні згадки про воду та море в текстах пісень, вони вирішили назвати себе гуртом Waeve, використовуючи старовинне англійське написання.
20 квітня 2022 року гурт Waeve офіційно оголосив, що вони зіграють свій перший живий концерт і випустять свій дебютний сингл «Something Pretty» наступного місяця.
6 вересня 2022 року гурт Waeve поділився подробицями свого майбутнього однойменного дебютного альбому, а також випустили перший сингл з альбому, «Can I Call You». Другий сингл «Drowning» вийшов 24 жовтня разом із оголошенням про турне по Великобританії, заплановане на березень 2023 року. 24 листопада 2022 року гурт випустив третій сингл «Kill Me Again». 19 січня 2023 року вони випустили «Over and Over Again», четвертий і останній сингл, що призвів до виходу альбому. 3 лютого 2023 року гурт Waeve отримав позитивні відгуки, зокрема від таких журналів, як Clash, Uncut і The Quietus.
Гурт Waeve назвав виконавців, які вплинули на музичний стиль дебютного альбому: Сенді Денні (Sandy Denny), Джона та Беверлі Мартін (John and Beverley Martyn), Кевіна Оєрса (Kevin Ayers) та гурт Van der Graaf Generator.

## Учасники гурту
Постійні учасники
- Грем Коксон (Graham Coxon) — головний вокал, гітара, саксофон (2021–теперішній час)
- Роуз Елінор Дугал (Rose Elinor Dougall) — головний вокал, клавішні (2021–теперішній час)

Гастрольні учасники
- Емма Сміт (Emma Smith) — скрипка, саксофон (2022–теперішній час)
- Джо Чілтон (Joe Chilton) — бас (2022–теперішній час)
- Томас Вайт (Thomas White) — ударні (2022—теперішній час)

## Дискографія
- The Waeve (2023)